# Stenaelurillus soricinus
Stenaelurillus soricinus är en spindelart som först beskrevs av Tord Tamerlan Teodor Thorell 1899.  Stenaelurillus soricinus ingår i släktet Stenaelurillus och familjen hoppspindlar. Inga underarter finns listade i Catalogue of Life.